# Сан Бенедикто (острво)
Сан Бенедикто (шп. San Benedicto), некада познат и као Санто Томас (Santo Tomás) је ненасељено вулканско острво у пацифичком архипелагу Ревиљахихедо. У административном погледу острво је део мексичке савезне државе Колима.
На острву се налазе три вулканска кратера, од којих је најмлађи, а уједно и највиши кратер Барсена (332 м). Кратер Херера налази се у централном, а кратер Монтикуло на југозападу острва. 
Прва регистрована ерупција у историјском времену десила се 1. августа 1952. године, а за релативно кратко време површина острва је била прекривена са до 3 метра дебелим наслагама магматске стене пловућац. Већ до 14. августа изливни материјал формирао је кратер висине око 300 метара. Вулканска активност већег или мањег интензитета настављена је све до краја марта 1953. од када се Барсена сматра вулканом у стању мировања.
Захваљујући богатом подводном свету околне воде око острва су популарне ронилачке дестинације.